# Знаменский, Вадим Георгиевич
Вадим Георгиевич Знаменский (1937, СССР — 26 ноября 1996, Нижний Новгород) — советский велогонщик и тренер, Заслуженный тренер СССР (1980).

## Биография
Родился 27 июня 1937 года.
Подготовил бронзового призёра московской Олимпиады, неоднократного чемпиона СССР и победителя Велогонок Мира — Юрия Баринова.
Долгое время Знаменский возглавлял областные советы спортивного общества «Труд» и ДСО профсоюзов.
Умер 25 ноября 1996 года в Нижнем Новгороде. Похоронен на кладбище «Марьина Роща».
В Нижнем Новгороде проводится велогонка, посвященная памяти заслуженного тренера СССР Вадима Георгиевича Знаменского.